# Olympische Sommerspiele 2008/Teilnehmer (Simbabwe)
| Gelbes Symbol für Goldmedaillen mit stilisierten Olympischen Ringen | Graues Symbol für Silbermedaillen mit stilisierten Olympischen Ringen | Braundes Symbol für Bronzemedaillen mit stilisierten Olympischen Ringen |
| ------------------------------------------------------------------- | --------------------------------------------------------------------- | ----------------------------------------------------------------------- |
| 1                                                                   | 3                                                                     | —                                                                       |

Simbabwe war mit der Teilnahme an den Olympischen Sommerspielen 2008 in Peking insgesamt zum 8. Mal bei Olympischen Spielen vertreten. Die erste Teilnahme war 1980.

## Medaillengewinner

### Gold
| Name            | Sportart  | Wettkampf                        |
| --------------- | --------- | -------------------------------- |
| Kirsty Coventry | Schwimmen | Frauen 200 Meter Rückenschwimmen |

### Silber
| Name            | Sportart  | Wettkampf                        |
| --------------- | --------- | -------------------------------- |
| Kirsty Coventry | Schwimmen | Frauen 400 Meter Lagen           |
| Kirsty Coventry | Schwimmen | Frauen 100 Meter Rückenschwimmen |
| Kirsty Coventry | Schwimmen | Frauen 200 Meter Lagen           |

## Leichtathletik
| Disziplin         | Männer                               | Frauen         |
| ----------------- | ------------------------------------ | -------------- |
| 200 Meter Sprint  | Brian Dzingai                        |                |
| 400 Meter Sprint  | Lewis Banda, Young Talkmore Nyongani |                |
| 10.000-Meter-Lauf | Cuthbert Nyasango                    |                |
| Marathon          | Mike Fokoroni                        | Tabitha Tsatsa |
| Weitsprung        | Ngonidzashe Makusha                  |                |

## Radsport
- Antipass Kwari
Männer, Mountainbike

## Rudern
- Elana Susan Hill
Frauen, Einer

## Schwimmen
Die Olympiasiegerin von 2004 in 200 Meter Rücken Kirsty Coventry ist nach den Olympischen Sommerspielen 2000 und 2004 auch 2008 in Peking qualifiziert. Sie holte bislang die einzigen Medaillen für Simbabwe bei den Olympischen Spielen. Nachdem Coventry über 100 Meter Rücken, 200 Meter Lagen und 400 Meter lagen immer nur jeweils die Silbermedaille gewonnen hatte, schaffte sie es über 200 Meter Rücken schließlich ihre erste Goldmedaille bei den Olympischen Spielen zu gewinnen.
| Disziplin               | Männer | Frauen          |
| ----------------------- | ------ | --------------- |
| 100 Meter Schmetterling |        | Heather Brand   |
| 100 Meter Rücken        |        | Kirsty Coventry |
| 200 Meter Rücken        |        | Kirsty Coventry |
| 200 Meter Lagen         |        | Kirsty Coventry |
| 400 Meter Lagen         |        | Kirsty Coventry |

## Tennis
- Cara Black
Dameneinzel

## Triathlon
- Christopher Felgate
Männer